# 斯米雷尼夫卡
47°13′3″N 35°20′12″E / 47.21750°N 35.33667°E
斯米雷尼夫卡（烏克蘭語：Смиренівка）是位於烏克蘭東南部的村莊，由扎波羅熱州瓦西里夫卡區的米哈伊利夫卡市鎮負責管轄。該村始建於1923年，面積0.01平方公里，海拔高度77米，2001年人口182，人口密度每平方公里18,200人。